# Karagaj
Karagaj (in russo Карагай?) è un villaggio della Russia europea nord-orientale (Territorio di Perm'); è il centro amministrativo del distretto Karagajskij.
Si trova sulle rive del fiume Obva.